# Rivière Mahault
Ne doit pas être confondu avec Rivière Mahaut.
La rivière Mahault est un cours d'eau de Basse-Terre en Guadeloupe prenant sa source sur le territoire de Petit-Bourg et se jetant dans la mer des Caraïbes sur le territoire de la commune de Baie-Mahault.

## Géographie
Longue de 13,5 km, la rivière Mahault prend sa source à environ 120 m d'altitude au lieu-dit de Hurel sur le territoire de la commune de Petit-Bourg, et s'écoule vers le nord-est sur celui de la commune de Baie-Mahault.
Elle est alimentée par les eaux de différentes petites ravines, plus ou moins asséchées suivant les saisons, descendant des collines alentour pour se jeter dans le Grand Cul-de-sac marin de la mer des Caraïbes au niveau du lieu-dit de Fond Richer où se forme une mangrove.